# Federal Office Building (Omaha)
El Federal Office Building, también conocido como Old Federal Building, es un edificio de oficinas federales situado en centro de la ciudad de Omaha, la más pobada del estado de Nebraska (Estados Unidos). Tiene trece pisos y un diseño neoclásico despojado con elementos art déco. Fue diseñado y construido entre 1933 y 1934 por los arquitectos Thomas R. Kimball, William L. Steele y Josiah D. Sandham como parte de la firma Kimball, Steele & Sandham, junto con el arquitecto asociado George B. Prinz. Fue construido en el sitio del primer juzgado y oficina de correos de Estados Unidos, construido en 1872. Está revestido de granito, piedra caliza y ladrillo.

## Historia
Como parte del programa de construcción del New Deal, los ocupantes originales de la estructura eran todas las agencias federales, incluido el Servicio Meteorológico Nacional, el Internal Revenue Service (IRS), el Departamento de Agricultura, la Comisión de Servicio Civil, el Servicio de Aduanas, el Ejército y la Armada. El Tribunal de Distrito federal de Nebraska se reunió aquí hasta finales de la década de 1950 o principios de la de 1960. 
El Cuerpo de Ingenieros del Ejército fue la última agencia federal que actuó aquí y, después de su partida en julio de 2008, no ha estado en uso por parte del gobierno federal. Aunque el FBI no lo confirmó, el edificio fue presuntamente examinado por Timothy McVeigh en 1995, antes de su participación en el atentado de Oklahoma City.
En diciembre de 2011, el edificio se vendió a los desarrolladore que en 2013 lo renovaron y abrieron el Residence Inn Omaha Downtown/Old Market Area de 152 habitaciones.